# Stazione di Marlengo
La stazione di Marlengo (in tedesco Bahnhof Marling) è una stazione ferroviaria posta sulla linea Merano-Malles. Serve il comune di Marlengo (BZ).

## Storia
La stazione è stata attivata il 1º luglio 1906, per poi essere chiusa al traffico nel 1991 in concomitanza con la dismissione della linea ferroviaria tra Merano e Malles Venosta. Nel 2005, a seguito dell'acquisizione della ferrovia da parte della provincia autonoma di Bolzano, che si fece carico della sua riapertura, la stazione fu restaurata e riattivata.

## Strutture e impianti
La gestione degli impianti è affidata a Strutture Trasporto Alto Adige.
Il patrimonio edilizio consta di un fabbricato viaggiatori atto ad ospitare biglietteria, sala d'attesa, dirigente movimento ed appartamenti di servizio, costruito in stile architettonico tipicamente tirolese, con un corpo centrale aggettante e due ali laterali. Sul marciapiede prospiciente il sedime ferroviario sono stati mantenuti i vecchi comandi dei passaggi a livello contigui, seppur inutilizzati a seguito della loro automazione.
Contiguo al fabbricato viaggiatori esisteva un magazzino merci ligneo, abbattuto nel 2005 in occasione della ristrutturazione.
La stazione dispone di due binari, atti a consentire l'incrocio tra treni provenienti in direzioni opposte (gran parte della linea della Val Venosta è a binario unico), con un marciapiede centrale accessibile tramite un apposito attraversamento pedonale a livello dei binari stessi. Tale passaggio è protetto da semafori e sbarre, che si abbassano al sopraggiungere dei convogli per bloccare il transito.

## Movimento
Nella stazione fermano tutti i treni regionali e regio express operati da SAD da e per Merano e Malles.